# دیوید فروم
دیوید جفری فروم (/frʌm/؛ زادهٔ ۳۰ ژوئن ۱۹۶۰) تحلیل‌گر سیاسی کانادایی-آمریکایی و نویسندهٔ سخنرانی‌های رئیس‌جمهور پیشین ایالات متحده، جورج دبلیو بوش، است. او از سردبیران ارشد نشریهٔ آتلانتیک و همچنین از مشارکت‌کنندگان شبکهٔ MSNBC به‌شمار می‌آید. در سال ۲۰۰۳، فرام نخستین کتاب دربارهٔ ریاست‌جمهوری بوش را که توسط یکی از اعضای پیشین دولت او نوشته شده بود، منتشر کرد. او خود را خالق عبارت مشهور «محور شرارت» در سخنرانی وضعیت کشور سال ۲۰۰۲ بوش می‌داند. فرام یکی از چهره‌های شاخص جریان نومحافظه‌کار در سیاست آمریکا تلقی می‌شود.
فرام پیش‌تر عضو هیئت‌مدیرهٔ ائتلاف جمهوری‌خواهان یهودی، اندیشکدهٔ بریتانیایی Policy Exchange، گروه مخالف سیاست‌های آزادسازی مواد مخدر Smart Approaches to Marijuana و همچنین نایب‌رئیس و پژوهشگر ارشد مؤسسهٔ R Street بوده است.

## دیوید فروم و واژه محور شر
اصطلاح محور شر به نویسنده سابق سخنرانی‌های بوش دیوید فروم نسبت داده می‌شود که در ابتدا محور تنفر و سپس به محور شر تغییر کرد. فروم در کتاب خود مرد درست در توضیح علت و مبنای تولید اصطلاح محور شر نوشت: «ریاست جمهوری شگفت جورج دبلیو بوش. در ابتدا داستان از اواخر دسامبر ۲۰۰۱ شروع شد وقتی که رئیس نویسندگان سخنرانی مایکل گرسون به فروم مأموریت داد که برای پس زدن دولت صدام حسین در عراق مطلبی در حد چند جمله در سخنرانی سالیانه اجلاس مشترک کنگره بیاورد.» فروم می‌گوید او شروع کرد به بازخوانی سخنرانی فرانکلین دی روزولت در ۸ دسامبر ۱۹۴۱ تحت عنوان «روزی که به‌عنوان لکه ننگ باقی خواهد ماند» که بعد از حمله غافلگیرانه ژاپن به پرل هاربر ارائه شد. درحالی‌که آمریکا برای شروع جنگ با ژاپن نیازی به متقاعد کردن کسی نداشت، روزولت تهدید بزرگتر برای ایالات متحده را از جانب آلمان نازی می‌دید و نیاز داشت که موضوع جنگ در دو اقیانوس را مطرح کند.
فروم در کتابش به قسمتی از سخنرانی روزولت اشاره می‌کند که اکنون غالباً مورد مراجعه قرار می‌گیرد، «... ما نه تنها از خودمان با حداکثر توان دفاع می‌کنیم بلکه مطمئن می‌شویم که قدر و خیانت به این شکل هرگز ما را مجدداً مورد تهدید قرار ندهد.» فروم سخنرانی روزولت را به این شکل تفسیر می‌کند که «برای دولت پرل هاربر نه تنها یک حمله بود، بلکه یک اخطار برای آینده بود که بدترین حملات و بدتر از دیگری، حتی دشمنانی خطرناکتر.» ژاپن که کشوری با یک دهم توان صنعتی آمریکا، وابستگی به واردات مواد غذایی که هم‌اکنون درگیر جنگ با چین است و با بی پروایی تمام علی‌رغم همه این شرایط به آمریکا حمله می‌کند، فروم در مورد بی اعتنایی می‌گوید «این چیزی بود که قدرت‌های محور را تهدیدی برای صلح جهانی کرده بود.» به تصمیم فروم دو جنگ صدام حسین با ایران و کویت فقط یک بی پروایی بود، بنابراین تهدیدی مشابه برای صلح جهانی محسوب می‌شد.
فروم در کتابش می‌نویسد که هرچه بیشتر او قدرت‌های محور در جنگ جهانی دوم را با «کشورهای تروریست پرور» مقایسه کرده متوجه مشابهت‌های بیشتری بین آن‌ها شده است. فروم می‌نویسد «قدرتهای محور به یکدیگر بی علاقه و بی‌اعتماد بودند. اگر آنها جنگ را به نحوی می‌بردند، کشورهای عضو آن به‌سرعت بسمت درگیری علیه یکدیگر می‌چرخیدند. ایران، عراق و القاعده و حزب‌الله لبنان علی‌رغم دعوا و مرافعه بین خودشان همگی علیه قدرت‌های غربی و اسرائیل بودند و همگی از ارزش‌های انسانی دموکراسیهای غربی نفرت داشتند.» در این نقطه فروم ارتباط بین آن‌ها را متوجه می‌شود: «همه کشورهای تروریست پرور و سازمان‌های تروریستی یک محور تنفر علیه ایالات متحده به‌وجود می‌آورند.»
فروم می‌گوید او سپس یک یادداشت با استدلال فوق می‌فرستد و برخی بی رحمی‌های مرتکب شده توسط دولت عراق را متذکر می‌شود. او انتظار داشت که کلماتش به عنوان غیرقابل تأیید تصحیح شده و خارج شود، همانطوری که سرنوشت بسیاری از سخنرانی‌های نوشته شده برای رئیس‌جمهوری‌ها بوده، اما کلماتش توسط بوش تقریباً کلمه به کلمه خوانده شد، نتیجتاً بوش اصطلاح محور تنفر را به محور شرارت تغییر داد. کره شمالی به لیست اضافه شد، او می‌گوید، بخاطر اینکه آن‌ها تلاش می‌کنند بمب اتمی بسازند، با گستاخی تاریخچه‌ای از اقدامات تجاوزکارانه داشته است، که نیاز است یک رودستی قوی تر دریافت کند.
بعدها همسر فروم نوشته‌های او را علنی کرد.